# Agrégation (comportement)
Pour les articles homonymes, voir Agrégation.

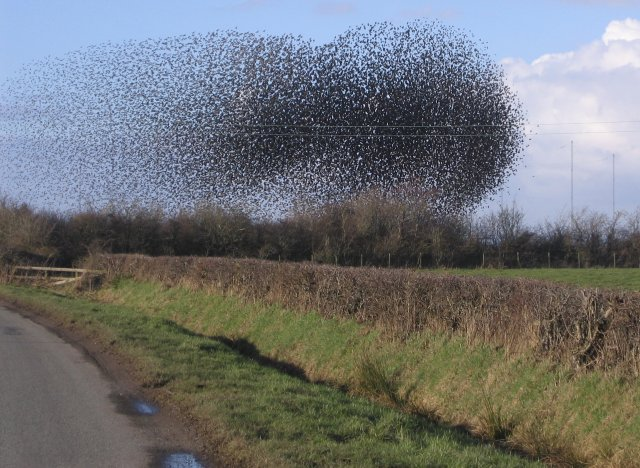
Une nuée d'étourneaux sansonnets en Cumbria en février 2006.

Une agrégation désigne un regroupement plus ou moins temporaire d'animaux grégaires. Lorsque ce regroupement a tendance à devenir permanent et développe de nombreuses relations sociales, il s'agit d'une société animale.
Quand l'agrégation concerne des oiseaux, l'éthologie comportementale parle de nuée, voire de ronde ; certains phénomènes impressionnants de vols de nombreux oiseaux qui décrivent des figures dans le ciel sont appelés murmuration (anglicisme). Lorsqu'il s'agit de poissons, on parle de banc. Certains insectes se rassemblent en essaims. Lorsque des mammifères s'attroupent, il s'agit d'un troupeau. On parle alors d'espèce sociale.
Une espèce est dite sociale lorsqu’elle présente une communication réciproque de nature coopérative. Cette communication est définie comme l’ensemble des actions individuelles qui influencent la probabilité d'apparition d’un comportement chez un autre individu.

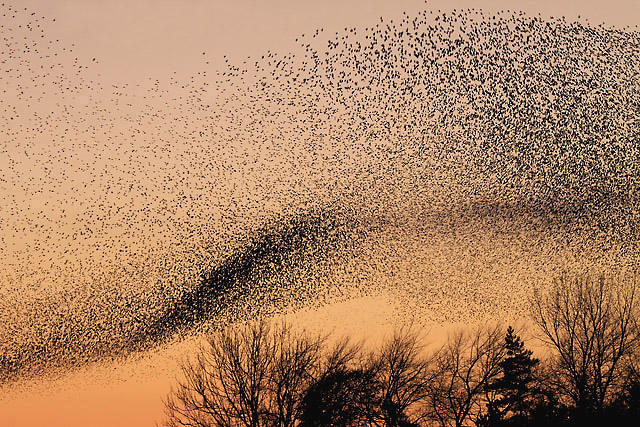
Murmuration d'étourneaux en Écosse

Vivre en groupe est un phénomène que l’on trouve dans des taxons très différents allant des invertébrés jusqu’aux primates. Ce phénomène est polyphylétique, c’est-à-dire apparu indépendamment chez plusieurs taxons, et non hérité d’un ancêtre commun. Il s’agit d’individus de même espèce ou non qui se réunissent pour former des groupes sociaux. La diversité des taxons présentant ce trait suggère que les groupes sociaux actuels se sont formés de manière indépendante, à partir de formes non sociales. Ceci démontre que la sociabilité offre des avantages évolutifs face aux pressions environnementales.

## Évolution de la vie en groupe: degrés de socialité
Les groupes doivent être distingués des foules, qui sont définies par un rassemblement d’individus sans affinités, recherchant les mêmes conditions environnementales. À titre d’exemple, des moules sur un rocher, des papillons de nuit autour d’une source lumineuse ou encore des oiseaux rassemblés autour d’une même fontaine à eau pour s’abreuver constituent seulement des foules qui ne présentent aucune caractéristique propre à la socialité.
Il existe de nombreuses classifications de la hiérarchie des niveaux de socialité. La plus communément utilisée est celle de Michener-Wilson, en particulier pour l’étude des insectes. Le niveau le moins élevé est le grégarisme, aussi appelé agrégation, et le plus élevé est l’eusocialité.
Cependant le degré de socialité peut changer chez certaines espèces en fonction des saisons : par exemple le bourdon peut passer du stade subsocial au stade colonial d’une saison à l’autre.

### L'agrégation
L'agrégation est connue comme le premier pas vers des niveaux de socialité supérieurs. Il s’agit d’un comportement qui pousse les individus à se regrouper par attraction réciproque, ou interattraction, mais leurs relations se limitent à une synchronisation des activités sans interaction préférentielle entre les différents membres du groupe. L'agrégation sociale est basée sur des signaux chimiques, visuels, tactiles ou sonores. Des espèces peuvent être regroupées durant toute leur vie, ou seulement à un moment de leur développement comme les larves nécrophages de Diptères (mouches, moucherons, moustiques, etc.). En effet, sur les cadavres, on observe des masses de larves de Diptères pouvant compter plusieurs centaines à milliers d’individus. Ces larves sont en contact physique et se nourrissent aux mêmes endroits. Elles sont en constantes bousculades au sein des agrégats et cette intense activité génère un dégagement de chaleur pouvant atteindre plusieurs dizaines de degrés. Cette augmentation de température est propice au développement des larves puisqu’elle permet de diminuer sa durée et de ce fait, le temps passé sur le cadavre, limitant ainsi les risques de prédation.

### Stade subsocial
Le stade subsocial se caractérise par la présence, en plus d’une interattraction, de comportements parentaux qui peuvent se définir par une dépense énergétique de la part des parents dans le but de favoriser la survie de leurs descendants. Notons que les comportements parentaux seraient indispensables à l’évolution vers la socialité car toute espèce sociale observée présente de tels comportements.

### Stade colonial
Lorsque les femelles effectuent des soins à leurs propres jeunes et les élèvent dans le même lieu que leurs semblables, on passe au stade colonial.

### Stade communal
Quand, de plus, les femelles pratiquent la reproduction communautaire, c’est-à-dire une coopération dans les soins aux jeunes qui ne sont pas les leurs sans pour autant se spécialiser dans des tâches particulières, on parle cette fois de stade communal. Chez les oiseaux, ce type de reproduction est notamment présent chez les passeriformes. Les variations de précipitations semblent être le facteur clé de la reproduction communautaire. En effet dans un environnement imprédictible, les jeunes survivront mieux s'ils reçoivent des soins de la part de beaucoup d’adultes.

### Eusocialité
Si on ajoute à cela l’existence d’une caste reproductrice, une spécialisation des tâches et un recouvrement de deux générations successives ou plus d’individus, c’est de l’eusocialité. Il s’agit du mode de socialité le plus complexe. On le retrouve très majoritairement chez les arthropodes, notamment les fourmis, les abeilles ou les termites. Chez certaines espèces d’insectes eusociaux, des comportements d’autodestruction ont été observés dans le but de protéger les nids. Il permet à la colonie d’augmenter sa survie et la transmission de gènes aux générations futures. Par exemple, un ou plusieurs individus partent mourir loin de la colonie pour éviter les transmissions de parasites et de pathogènes.

## Les caractéristiques de la vie en groupe

### La communication
De nombreuses études ont permis de comprendre la façon dont certains animaux communiquent entre eux.
Chez les Bovinés par exemple, les signaux visuels sont très importants et permettent de faire circuler des informations, il s’agit d’adaptations à la vie dans les steppes et au statut de proie. Il a été observé que les vocalisations permettaient aux mâles de menacer d’autres individus, et que l’odorat permettait aux bovins de faire la distinction entre deux individus. En outre ces animaux peuvent communiquer leur état psychologique, en particulier leur peur, au moyen de phéromones. Très souvent, plusieurs organes des sens sont stimulés en même temps : par exemple une perception olfactive accompagne en général une perception visuelle.

### Relations sociales
Les relations entre les individus vont donc refléter les stratégies comportementales qui ont été sélectionnées pour leur valeur adaptative. Les interactions sociales sont des comportements observables d’interaction entre individus, mais les relations sociales en revanche sont la répétition de ces interactions, qu’elles soient positives (affiliatives) ou négatives (agonistiques). Par exemple, l’organisation sociale des bovins repose sur deux types de relations : celles de dominance, qui participent à la résolution à moindre coût des conflits en canalisant l’agressivité, et celles d’affinité qui assurent la cohésion du groupe en atténuant les éventuelles tensions.

#### Les relations par affinités
Beaucoup d’espèces ont la capacité de reconnaître les congénères qui leur sont apparentés. Par exemple, l’abeille Lasioglossum zephyrum (en) vit dans des galeries souterraines qui possèdent une entrée dont le diamètre permet le passage d’un individu à la fois. Il a été observé chez cette espèce qu’il existait des ouvrières gardiennes à l’entrée du nid qui vérifient l’identité d’un visiteur en le palpant grâce à leurs antennes. Seules les abeilles sœurs issues de la même mère (75% d’apparentement) sont acceptées et les étrangers (voleurs ou victimes d’erreur de navigation) sont refoulés.
Au sein des bovins, il a été observé, en conditions d’élevage, que des sous-groupes d’individus se formaient dans les pâturages, traduisant des associations préférentielles entre certains animaux. Ces relations préférentielles peuvent avoir différentes origines : la même tranche d’âge, le fait que les individus proviennent d’un même élevage ou lié à la parenté.
Chez le zébu, la mère préfère sa progéniture, même devenue adulte et ayant à son tour des descendants, à tout autre juvénile ou adulte. Inversement les animaux préfèrent leur mère aux autres adultes. Les avantages à ses affiliations sont la réduction des tensions et comportements agressifs, ainsi qu’une plus grande tolérance entre individus dans une situation de compétition alimentaire.

### Les déplacements collectifs
Vivre en groupe implique de devoir se déplacer collectivement. C’est un ensemble d’individus qui décident de partir d’un point A de façon synchronisée en restant cohésif jusqu’à l’arrivée au point B. Ces mouvements peuvent être le résultat de motivations identiques entre tous les individus, par exemple les grandes migrations d’ongulés en Afrique, où tous les individus vont présenter les mêmes besoins et les mêmes motivations à se déplacer.
Néanmoins, dans certains groupes sociaux il existe des différences interindividuelles qui se traduisent par des motivations ou des besoins divergents, ce qui rend les déplacements collectifs plus compliqués. Par conséquent, les individus du groupe vont occuper une position dans la prise de décision. Ceux qui initient les déplacements sont qualifiés de « leaders ». Chez la plupart des primates, on observe un partage du  processus décisionnel ; par exemple chez le gorille des montagnes (Gorilla beringei beringei), le mâle dominant initie et dirige tous les déplacements, mais il s’avère que les autres membres du groupe émettent des vocalisations pendant la période précédant le départ. Ainsi, lorsque le mâle dominant notifie son intention de partir, ces vocalisations ont certainement un impact sur sa prise de décision. Par opposition, chez les types de formations simples comme les bancs de poissons, il n'existe aucune hiérarchie. Les individus qui dirigent le banc abandonnent leur rôle de meneur lorsqu’ils changent de direction, au profit de ceux désormais situés en tête.
Concernant les murmurations des étourneaux, Giorgio Parisi a montré, avec une équipe pluridisciplinaire de physiciens et d'ornithologues, que chaque étourneau agit en fonction des cinq à sept étourneaux maximum autour de lui. L’ensemble du groupe d'oiseaux, parfois constitué de plusieurs milliers d’individus, semble ainsi se déplacer en ne faisant qu'un alors que le mouvement global de ce groupe est bien le résultat de décisions (jusqu'à des centaines par minute) prises par chacun de ses membres.

## Avantages et coûts de la vie en groupe

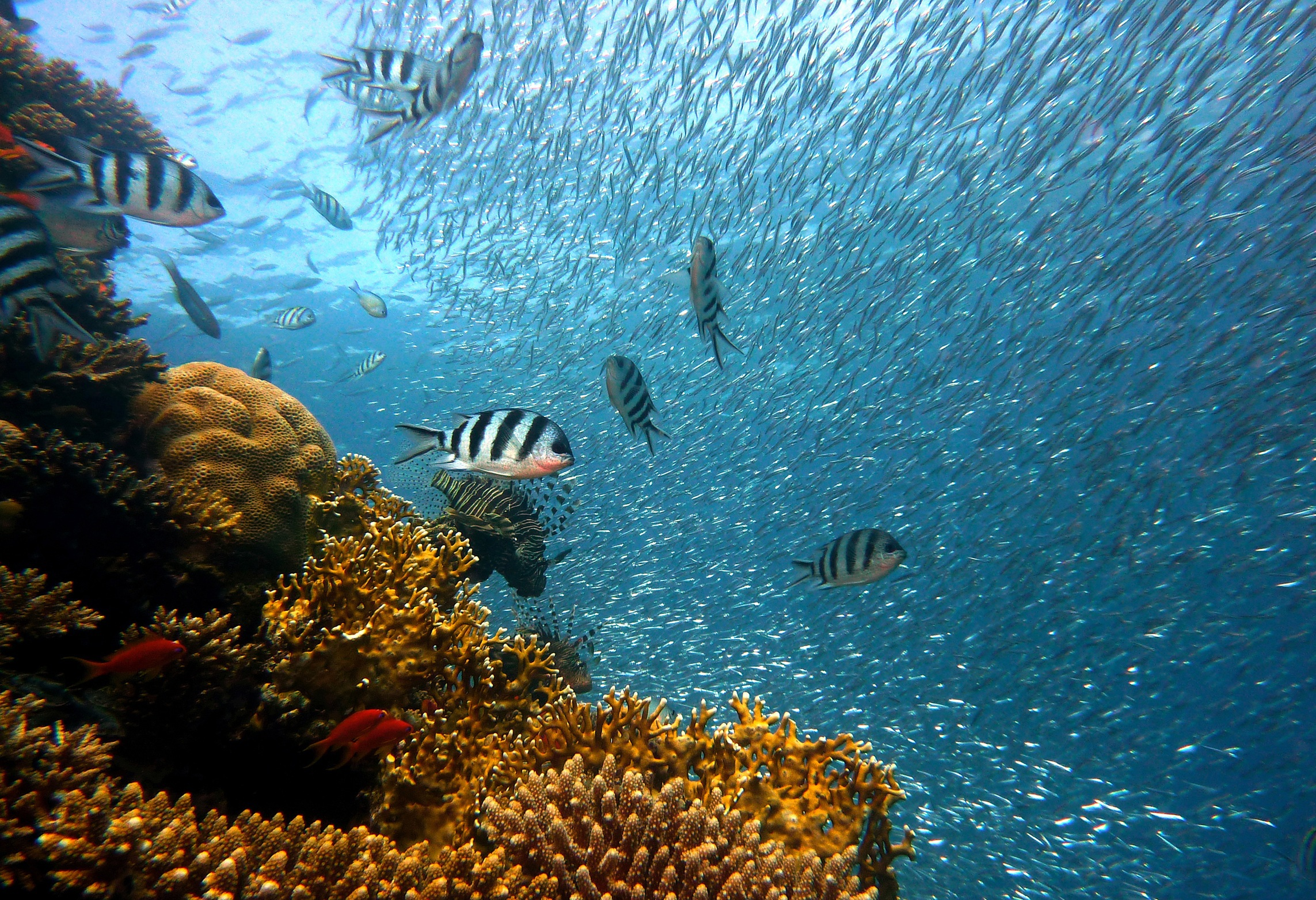
Banc de poissons

Les avantages de la vie en groupe face aux pressions environnementales sont nombreux et il existe deux catégories principales sur lesquelles la communauté scientifique semble s’accorder : les bénéfices face à la pression de prédation et dans l’efficacité à la prise alimentaire. En effet, les membres de ces groupes vont pouvoir, par effet de nombre, détecter plus efficacement d’éventuels prédateurs, profiter d’effets de dilution, ou encore pouvoir mettre en place des mécanismes de défense collective. De la même façon, plus les individus d’un groupe seront nombreux et plus les chances pour ce groupe de trouver des ressources alimentaires seront importantes. Le regroupement d’individus offre également un rapprochement des partenaires sexuels amenant à une augmentation du taux d’accroissement et de reproduction de la population.
Cependant la vie en groupe apporte des inconvénients. Par exemple, la transmission facilitée des pathogènes entre les individus ou encore le partage inégal d’une ressource entre les membres d’un groupe social.
Prenons l’exemple des bancs de poissons. La formation d’une telle structure favorise la protection face aux prédateurs dans le sens où elle diminue les chances de rencontre à l’échelle individuelle. Un banc étant plus facilement repérable par un prédateur qu’un individu seul, les individus situés en marge du banc sont a priori plus exposés au risque de prédation. Cependant, ce risque est compensé par le fait que les poissons ont tendance à rejoindre le centre du banc, ce qui résulte en une rotation permanente d'individus entre ce centre et la périphérie. Ainsi, les bénéfices étant supérieurs aux coûts, cette relation mutualiste a été sélectionnée, résultant alors en une socialité de type grégarisme. En outre, les poissons trouvent d’autant plus rapidement de la nourriture que la taille du banc dans lequel ils se trouvent est grande car plus il y a d’individus, plus la probabilité que l’un d’entre eux en trouve est élevée. En détectant leur semblable ayant trouvé de la nourriture, par exemple en constatant un changement de comportement ou en entendant le son généré par la mastication, les poissons formant le banc le rejoignent. Ce bénéfice est à nuancer avec les conflits liés à la compétition en termes d’exploitation de la ressource trouvée. En effet, à quantité de ressource égale, un banc plus grand exprimera une compétition plus importante entre les individus qui le composent. En revanche, un banc de plus petite taille ne sera pas nécessairement plus efficace dans l’exploitation de la ressource car il y consacrera moins de temps du fait de la vigilance face aux prédateurs, chaque individu y étant davantage exposé.